# 多摩大学目黒中学校・高等学校
多摩大学目黒中学校・高等学校（たまだいがく めぐろちゅうがっこう・こうとうがっこう）は、東京都目黒区下目黒四丁目に所在する私立中学校、高等学校。

## 沿革
- 1937年 - 目黒商業女学校の設立認可。設立者　田村國雄　校長に就任。
- 1943年 - 目黒女子商業学校に改称。設立者を財団法人田村学園に変更し、田村國雄　理事長に就任。
- 1945年 - 戦災により校舎が全焼。
- 1945年 - 焼跡に平屋建校舎復興。
- 1947年 - 新学制により目黒学園女子商業高等学校に改称。
- 1951年 - 財団法人田村学園、学校法人に変更
- 1959年 - 高校鉄筋4階建校舎（2号館）竣工。
- 1961年 - 高校鉄筋6階建校舎（1号館）竣工。
- 1962年 - 田村國雄が学校法人渋谷教育学園理事長に就任し、田村学園と姉妹校となる。
- 1967年 - 高校鉄筋4階建校舎（3号館）竣工。
- 1970年 - 田村邦彦二代理事長・校長に就任。
- 1985年 - 横浜市青葉区鉄町に総合グラウンド・セミナーハウス新設。
- 1990年 - 普通科を設置し、校名を目黒学園女子高等学校に改称。
- 1994年 - 目黒学園女子中学校を設置。
- 1995年 - 目黒学園女子中学校から多摩大学目黒中学校に、目黒学園女子高等学校から多摩大学目黒高等学校に、それぞれ改称。
- 1996年 - 中学校を男女共学化。
- 1998年 - 高等学校を男女共学化。
- 2004年 - 田村嘉浩　校長に就任。
- 2010年 - あざみ野セミナーハウス グラウンド全面人工芝化。
- 2015年 - 5号館 カフェテリア新設。
- 2018年 - 第2体育館・武道場新設。

## 施設

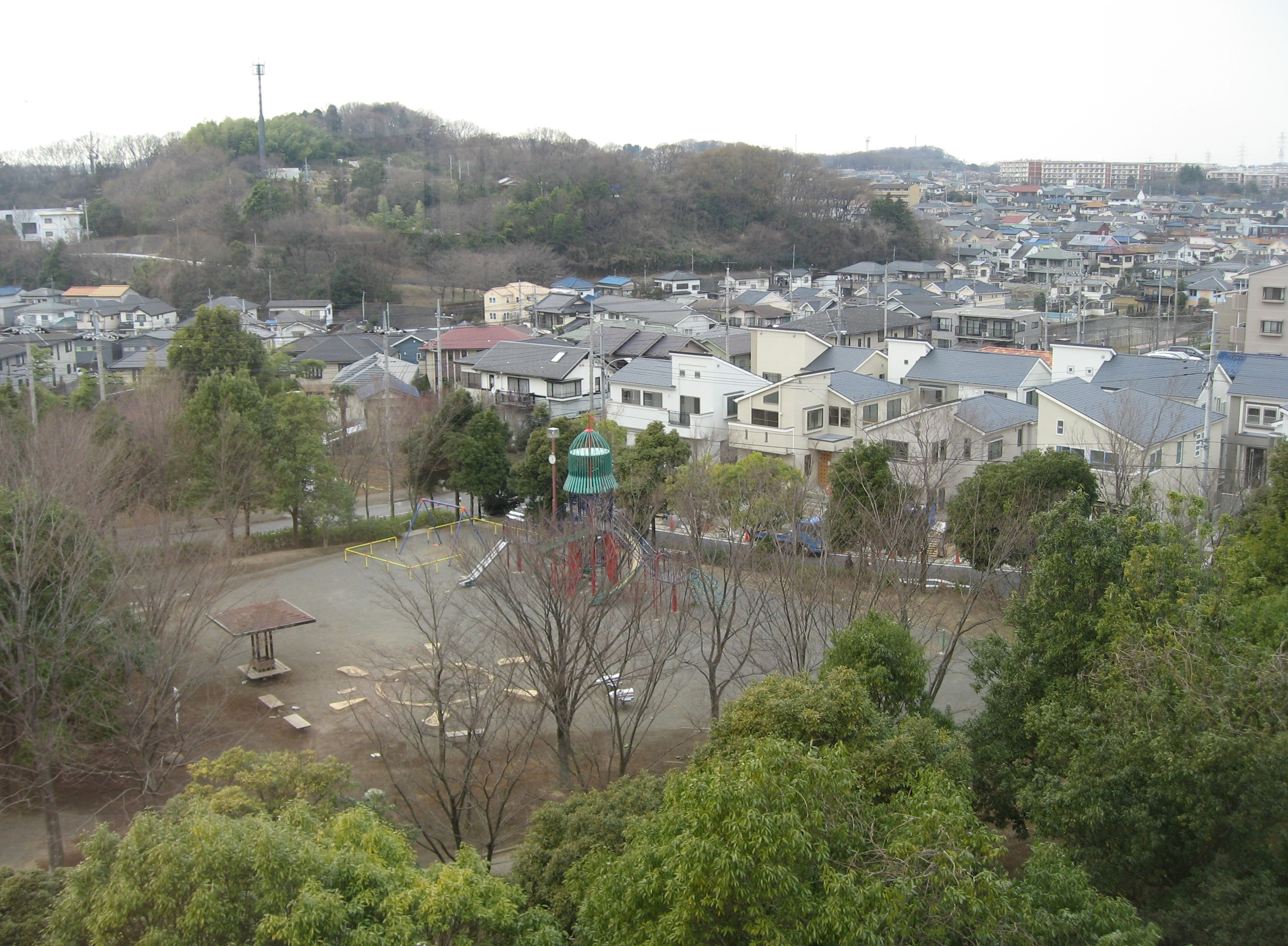
- あざみ野セミナーハウスの遠景（画面左上）

- 目黒校舎やあざみ野セミナーハウスには、多摩大学目黒と側面に書かれたバスが数台ある。それらのバスは、毎朝中目黒から目黒校舎までのスクールバスや、部活の征遠時にも使われる。

- 目黒校舎の上には生徒向けの自習室があり、そこには料金を払えば専門のチューターにより授業が受けられる、ラーニングセンターというものがある。料金を払わなくても自習室は全員使用可能である。

- 目黒校舎の他に、横浜市青葉区鉄町に「あざみ野セミナーハウス」があり、教室・体育館・宿泊設備を有する。2009年に、グラウンドを全面人工芝化した。東急バス虹が丘営業所所属の直行バスが、登校日にあざみ野駅から出発する。
- 目黒校舎には目黒幼稚園が併設されており、グラウンドは中学校、高校、幼稚園が供用する形となっている。
- 5号館のトイレにはウォシュレットが付いている。

## 交通
出典 : 
電車
- JR山手線・東急目黒線・東京メトロ南北線・都営地下鉄三田線目黒駅より徒歩12分

バス
| 乗車駅           | 系統                   | 下車停留所              | 運行事業者 |
| ---------------- | ---------------------- | ----------------------- | ---------- |
| 目黒駅           | 黒01・黒02・黒06・黒07 | 「元競馬場前」、徒歩1分 | ■東急      |
| 渋谷駅           | 渋41・渋42・渋43       | 「元競馬場前」、徒歩1分 | ■東急      |
| 五反田駅         | 渋72                   | 「元競馬場前」、徒歩1分 | ■東急      |
| 東京駅丸の内南口 | 東98                   | 「元競馬場前」、徒歩1分 | ■東急      |

## 系列校
- 多摩大学
- 多摩大学附属聖ヶ丘中学校・高等学校
- 大森双葉幼稚園
- 三宿さくら幼稚園

## 著名な出身者
- 福永恵規 - 元タレント
- 佐野泰臣 ‐ 俳優
- 関めぐみ - 女優
- 渡辺智佳 - ミュージカル俳優
- 佐野ひなこ - タレント
- 大川征義 ‐ ナレーター
- 蓮水ゆうや - 元宝塚歌劇団宙組男役
- 堀越大蔵 - プロサッカー選手